# Quista subcarnea
Quista subcarnea är en fjärilsart som beskrevs av Sergius G. Kiriakoff 1968. Quista subcarnea ingår i släktet Quista och familjen tandspinnare. Inga underarter finns listade.